# Heesbeen
Heesbeen is een van de twaalf kernen  van de gemeente Heusden in de Nederlandse provincie Noord-Brabant.
Bewoningssporen in de omgeving van Heesbeen zijn oud. Zo zijn er Romeinse scherven aangetroffen.
Heesbeen was een ambachtsheerlijkheid in het Land van Heusden dat na 1357 tot het Graafschap Holland behoorde. De heerlijkheid heeft bestaan van iets na 1260 tot aan de opheffing van het ancien régime tegen het einde van de 18e eeuw. De heren zetelden op het rond 1800 verdwenen Slot te Heesbeen. Vlak ernaast werd op de terp langs Het Oude Maasje tussen 1800 en 1849 't Slot gebouwd.
Tot 1923 vormde Heesbeen samen met Eethen en Genderen een eigen gemeente. Sinds 1904 is het echter van genoemde kernen afgesneden door het graven van de Bergsche Maas. In 1923 vond een herindeling plaats, en uiteindelijk kwam het, in 1997, bij de fusiegemeente Heusden.
Heesbeen bestaat naast het dorp zelf ook uit een industrieterrein dat ligt tussen Heesbeen en de vestingstad Heusden.

## Bezienswaardigheden
- De dorpskerk van Heesbeen is een eenbeukige rechtgesloten kerk dat van oorsprong romanogotisch is. De vlakopgaande bakstenen toren is 14e-eeuws. Het schip is in de 18e eeuw ingrijpend verbouwd, waarbij de meeste kenmerken van de oudere kerk verloren zijn gegaan. In de westelijke helft van de kerk is nog tufsteen te vinden. Het interieur omvat een preekstoel, een herenbank, een wapenbord en wat koperwerk uit de 18e eeuw. Voorts is er een grafzerk met daarop de gebeeldhouwde figuren van Willem Torck, heer van Heesbeen († 1557) en zijn vrouw Bartha Pieck. Ook is er een orgelfront uit 1823, vervaardigd door Cornelis van Oeckelen. Het instrument is verwijderd. De kerk is sinds 2009 in gebruik bij de Hersteld Hervormde Kerk, aangezien de meerderheid van de lidmaten in Heesbeen zich tot dit kerkgenootschap heeft bekend.
- Er is op de begraafplaats een klokkenstoel die twee klokken uit 1393 bevat.
- De Joodse begraafplaats aan de Grotestraat werd in 1865 in gebruik genomen ten behoeve van de Joodse gemeenschap te Heusden.

## Natuur en landschap
Heesbeen wordt doorsneden door de N267, die aldaar via een brug over de Bergsche Maas voert. Deze is in 1904 gegraven, en voordien stroomde de Maas noordelijker. Ten zuiden van Heesbeen bevindt zich het Oude Maasje, restant van een vroegere Maasbedding. In het oosten stuit men vrijwel direct op de vestingwallen van Heusden.

## Nabijgelegen kernen
Heusden, Wijk en Aalburg, Genderen, Doeveren, Oudheusden
Dorpen: Doeveren · Drunen · Elshout · Haarsteeg · Hedikhuizen · Heesbeen · Herpt · Heusden · Nieuwkuijk · Oudheusden · Vlijmen

Buurtschappen en gehuchten: De Hoeven · Fellenoord · Giersbergen · Kuiksche Heide · Luttelherpt · Voordijk · Wolfshoek

Noord-Brabant: Steden en dorpen      Nederland: Provincies · Gemeenten